# Szilas-patak
Szilas-patak är ett vattendrag i Ungern.   Det ligger i provinsen Pest, i den centrala delen av landet, 10 km nordost om huvudstaden Budapest.